# Ekran Kenta

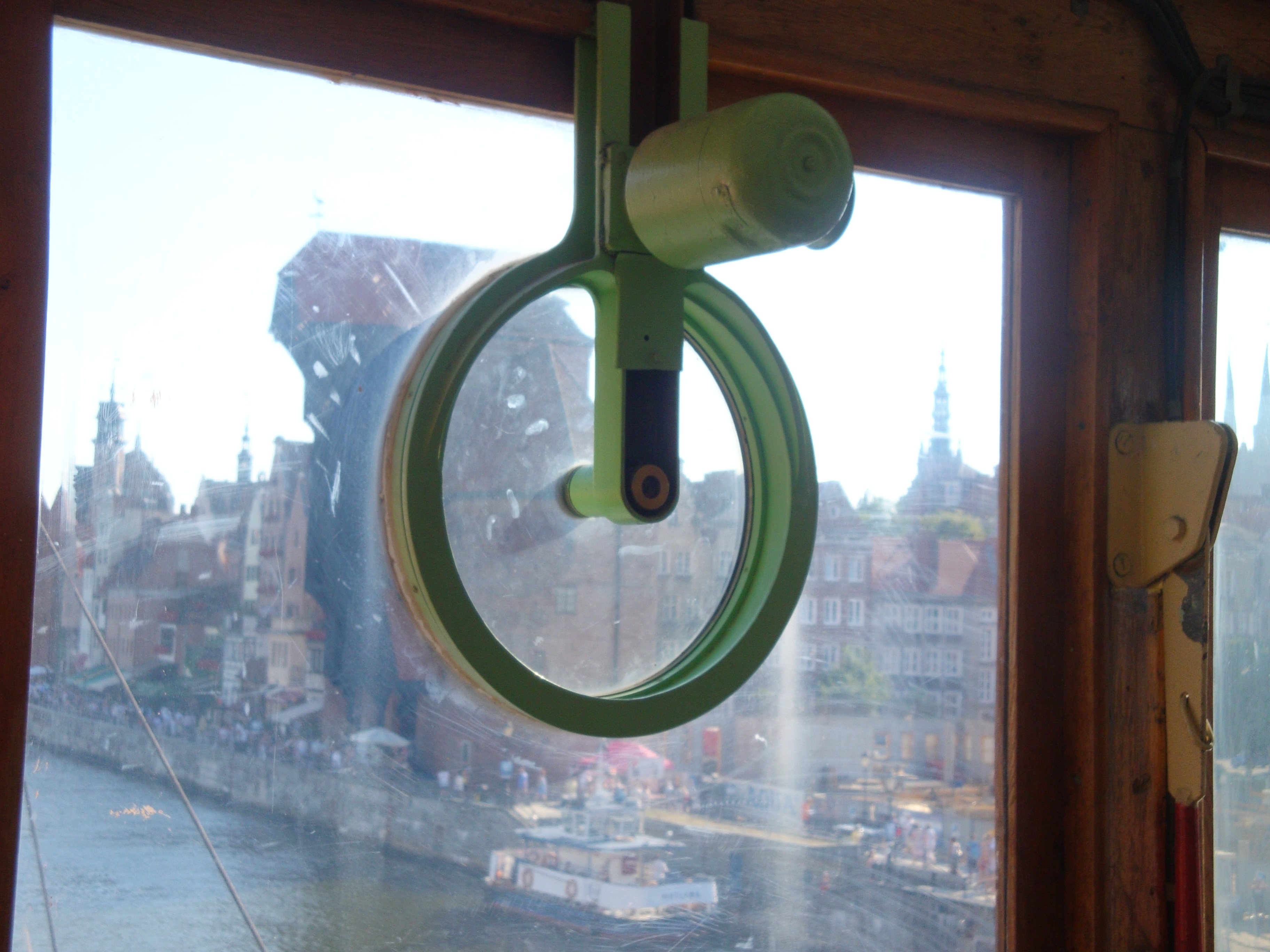
Ekran Kenta na SS Sołdek

Ekran Kenta – wirująca okrągła szyba, rodzaj wycieraczki, instalowana na przedniej szybie sterówki. 
Szybki obrót dysku usuwa z niego deszczówkę i śnieg w wyniku działania siły odśrodkowej, co poprawia widoczność. Wykonywany ze szkła i aluminium. Nazwa pochodzi od firmy George Kent Ltd., która w 1967 uzyskała patent na to urządzenie.
Ekran Kenta jest też używany w niektórych lokomotywach i w transporcie szynowym.